# 伊藤米蔵
伊藤 米蔵（いとう よねぞう、1861年3月11日〈文久元年2月1日〉 - 1912年〈明治45年〉5月13日）は、日本の実業家。西宮酒造常務取締役。西宮開運取締役。西宮銀行取締役・同監査役。族籍は兵庫県平民。

## 人物
兵庫県人・伊藤庄兵衛の長男。1870年、家督を相続した。住所は兵庫県武庫郡西宮町ノ内浜鞍掛町。

## 家族・親族
伊藤家
- 父・庄兵衛[1]
- 母・みね（1834年 - ?）[1]
- 養弟・三之助（1869年 - ?、大阪、石井伊之助の二男、分家）[1]
- 妻・かめ（1866年 - ?、兵庫、永井増吉の妹）[1]
- 養子・保平（1882年 - 1965年、西宮浜之町の酒樽製造業、大岡佐平治[6]の二男[1][7]、西宮酒造社長[7]）
  - 同妻[7]